# Hela människan
Hela Människan är en ideell förening i Sverige som grundades 1920 som De Kristnas förbudsrörelse, med syftet att verka för alkoholförbud genom en folkomröstning. Namnet ändrades 1931 till De Kristna Samfundens Nykterhetsrörelse (DKSN) och organisationen fokuserade på nykterhet och social-etisk samhällstjänst. Under åren 1949–1980 växte DKSN kraftigt, med fokus på rådgivning och utbildning, samt initiativ för ungdomar och kvinnor. 
1997 omorganiserades DKSN och bytte namn till Hela Människan med underrubriken "socialt arbete på kristen grund" Nya stadgar och ett brett spektrum av verksamheter som inkluderar stöd till utsatta barn, kvinnor och personer i missbruk. Under 2000-talet lanserade man flera projekt och strategier för att stödja samhällsinsatser och stärka enheterna inom organisationen. I samband med organisationens 100-årsjubileum 2020 initierades "tusen röster"-projektet för att ge röster åt människor i utsatta livssituationer, vilket ledde till lanseringen av en podcast 2021.
Idag finns Hela Människan på cirka 50 platser över hela Sverige, från Malmö i söder till Boden i norr. Organisationen arbetar för och tillsammans med människor i utsatta livssituationer, där en av de centrala principerna är att "möta varandra i ögonhöjd." Hela Människans uppdrag är att verka för sitt ändamål genom diakonal handling, mobilisering och opinionsbildning, vilket stärker deras arbete för social inkludering och en bättre livskvalitet för dem som behöver stöd.